# 1906 a jogalkotásban
1906-ban az alábbi jogszabályokat alkották meg:

## Magyarország

### Törvények
- 1906. évi I. törvénycikk A mezőgazdaságra hasznos madarak védelme végett Párizsban 1902. évi márczius hó 19-én kötött nemzetközi egyezmény, valamint az ennek függelékét képező két jegyzék beczikkelyezéséről
- 1906. évi II. törvénycikk Az államháztartás ideiglenes vitelére vonatkozó felhatalmazásról
- 1906. évi III. törvénycikk A külkereskedelmi és forgalmi viszonyok rendezéséről
- 1906. évi IV. törvénycikk A közös hadsereg és haditengerészet, valamint a honvédség ujonczlétszámának az 1905. év 1906. évekre való megállapitása tárgyában
- 1906. évi V. törvénycikk Az 1905. évi ujonczok megajánlásáról
- 1906. évi VI. törvénycikk Az 1906. évre kiállitandó ujonczok megajánlásáról
- 1906. évi VII. törvénycikk  Svájczczal 1906. évi márczius hó 9-én kötött kereskedelmi szerződés és az ennek életbeléptetésére vonatkozó "Nyilatkozat" becikkelyezéséről
- 1906. évi VIII. törvénycikk A Svájczczal 1906. évi márczius hó 9-én kötött állategészségügyi egyezmény becikkelyezéséről
- 1906. évi IX. törvénycikk Az 1906. évi állami költségvetésről
- 1906. évi X. törvénycikk A Magyarország és Horvát-Szlavon-Dalmátországok közt létrejött pénzügyi egyezmény becikkelyezéséről
- 1906. évi XI. törvénycikk A királyi biróságok és ügyészségek tagjainak az igazságügyministeriumban 1905. január 1. óta történt alkalmazása tekintetében a felmentés megadásáról és azoknak az igazságügyministeriumban további ideiglenes alkalmazásáról
- 1906. évi XII. törvénycikk A nagykároly-mátészalka-csapi h. é. vasut engedélyezése tárgyában
- 1906. évi XIII. törvénycikk A mocsolád-siófoki h. é. vasut engedélyezéséről
- 1906. évi XIV. törvénycikk A zombor-óbecsei h. é. vasut engedélyezése tárgyában
- 1906. évi XV. törvénycikk  Az első délnyugati határőrvidéki h. é. vasut részvénytársaság sziszek-caprag-vrginmosti vonalának folytatásaként tervezett vrginmost-károlyvárosi h. é. vasutvonal engedélyezése tárgyában
- 1906. évi XVI. törvénycikk Az őssi-váradvelenczei összekötő h. é. vasut engedélyezése tárgyában
- 1906. évi XVII. törvénycikk Az orosháza-szentes-csongrádi h. é. vasut engedélyezése tárgyában
- 1906. évi XVIII. törvénycikk Az eszék-djakovár-vrpoljei h. é. vasut engedélyezése tárgyában
- 1906. évi XIX. törvénycikk A Bács-Bodrog vármegyei egyesült h. é. vasutak részvénytársaság tulajdonát képező Bács-Bodrog vármegyei és óbecse-ujvidék-titeli h. é. vasutak épitésére és üzletére kiadott engedélyokiratok egyesitése tárgyában
- 1906. évi XX. törvénycikk II. Rákóczi Ferencz és bujdosó társai hamvainak hazahozataláról
- 1906. évi XXI. törvénycikk A külkereskedelmi és forgalmi viszonyok ideiglenes rendezéséről
- 1906. évi XXII. törvénycikk Az 1907. év első két hónapjában viselendő közterhekről és fedezendő állami kiadásokról
- 1906. évi XXIII. törvénycikk  A magyar szent korona országainak külkereskedelmi statisztikájáról